# Емилио Мола
Емилио Мола Видал (на испански: Emilio Mola Vidal) е испански генерал, един от тримата лидери на националистическия опит за преврат от юли 1936 г., дал началото на Гражданската война в Испания.
След смъртта на Хосе Санхурхо на 20 юли 1936 г., Мола командва националистите в северна Испания, докато Франко действа на юг. Опитвайки се да превземе Мадрид с четирите си колони, Мола хвали местните националистически симпатизанти в града като "пета колона" - вероятно първата употреба на тази фраза. Загива при самолетна катастрофа, оставяйки Франко като водещ лидер на националистите до края на войната.

## Биография
Мола е роден в Пласетас, Куба, по това време отвъдморска испанска провинция, където баща му, офицер от армията, е на служба. Кубинската война за независимост разделя семейството му; докато баща му служи в испанските сили, чичо му по майчина линия Леонсио Видал е водещ революционен борец. В Испания се записва в пехотната академия на Толедо през 1907 г. Служи в испанската колониална война в Мароко, където получава военен медал и става авторитет по военните въпроси. Ранен в битка по време на Кертската кампания през май 1912 г. в бедрото и по този начин е повишен в капитан. От 1927 г. е бригаден генерал.
Мола става генерален директор по сигурността през 1930 г., последният човек, заемал този пост при крал Алфонсо XIII. Това е политически пост и неговите консервативни възгледи го правят непопулярен сред опозиционните либерални и социалистически политици. Когато лявото правителство на Народния фронт е избрано през февруари 1936 г., Мола е назначен за военен губернатор на Памплона в Навара, която правителството смята за задънена улица. В действителност районът е център на дейността на карлистите, а самият Мола тайно сътрудничи на движението. Той работи с части на десния Испански военен съюз и до края на април 1936 г. е признат за негов лидер в северна и централна Испания.

## Юлско въстание и гражданска война
Мола се очертава като главен плановик сред заговорниците. Докато генерал Хосе Санхурхо, в изгнание в Португалия, остава признат лидер, на Мола са делегирани правомощията в рамките на организацията да планира операции в Испания. Известен като "Директорът", Мола изпраща тайни инструкции до различните военни части, които да участват във въстанието, и изработва подробен план за правителство след преврата. В меморандум от 5 юни 1936 г. Мола предвижда "републиканска диктатура", основана на португалския модел. Първоначалното правителство ще се състои от „директор“, който ще ръководи една полу-плуралистична, но авторитарна държава. Според Мола: „Директорията няма да гарантира никаква промяна в републиканския режим по време на нейното управление, без промяна в исканията на работниците, които са си в право“, но ще „създаде силна и дисциплинирана държава“. Конституцията от 1931 г. ще бъде суспендирана и ще бъдат проведени нови избори. Някои либерални елементи, като отделянето на църквата от държавата и свободата на богослужението, трябва да бъдат запазени. Аграрните въпроси трябва да бъдат решени от регионални комисии с цел развитие на малки стопанства, но позволяващи колективно отглеждане при определени обстоятелства.
Въпреки обширното планиране, Мола очевидно се съмнява в шансовете за успех на преврата. Смътната му представа за възможностите на монархическите милиции и консервативната католическа партия Испанска конфедерация на автономната десница (CEDA), както и само ограничената подкрепа от страна на Фалангата, го карат чак на 9 юли да обмисли възможността да се наложи да избяга във Франция, ако се провали.
След няколко отлагания, 18 юли 1936 г. е избран за дата на преврата. Участието на Франсиско Франко не е потвърдено до началото на юли. Въпреки че събитията изпреварват графика в испанския протекторат Мароко, Мола чака до 19 юли, за да обяви бунта. Когато братът на Мола е заловен от републиканците в Барселона, правителството заплашва живота му. Братът в крайна сметка се самоубива. След това Мола нарежда систематични екзекуции в превзетите градове, за да всява страх. Той прочуто заявява:
... "трябва да разрастнем терора; трябва да наложим впечатлението за господство, като елиминираме без скрупули всеки, който не мисли като нас (eliminando sin escrupulos a todos los que no piensen como nosotros)".
Националистическият преврат не успява да овладее Мадрид или други градски райони, въпреки че повечето от въоръжените сили го подкрепят. Тъй като ситуацията се превръща в гражданска война, Санхурхо загива в самолетна катастрофа на 20 юли. След това Мола става командир на националистите на север, докато Франко на юг. Със смъртта на Санхурхо, Мола създава многочленно ръководно тяло за така наречената „Националистическа зона“ (zona nacional), наречена Хунта за национална отбрана. Базирана в Бургос, тя е номинално оглавявана от Мигел Кабанеляс, най-високопоставеният участващ генерал.
На 5 септември националистическа офанзива, изпратена от генерал Мола под командването на полковник Алфонсо Беорлеги, превзема Ирун и затваря френската граница. Силите на Мола продължават да осигуряват цялата провинция Гипускоа, изолирайки останалите републикански провинции на север.
Мола продължава да командва армията на Севера и води неуспешен опит да превземе Мадрид през октомври. В радиообръщение той описва симпатизантите на националистите в града като „пета колона“, която допълва неговите четири военни колони. След това републиканското правителство пристъпва към масовата екзекуция на около 2 000 заподозрени цивилни и военни поддръжници на националистите. Кланетата в Паракуелос, смазват всяка потенциална пета колона.

## Смърт
Мола умира на 3 юни 1937 г., когато двумоторният самолет Airspeed Envoy, в който пътува, се разбива в склона на планина при лошо време, докато се връща към Витория. Смъртта на Санхурхо, Мола и Годед оставя Франко като виден лидер на националистическата кауза. Според оценката на историка Стенли Пейн, Мола е „единственият подчинен, способен да отговори на Франко.” Въпреки че винаги е имало обвинения, че Франко е организирал смъртта на двамата си съперници, досега не са представени доказателства.
През 1947 г. Франко, като каудильо на наскоро възстановеното Кралство Испания, дава посмъртно на Мола титлата херцог на Мола и Гранд на Испания. Отнета му е през октомври 2022 г., съгласно Закона за демократичната памет.